# TV Cultura
TV Cultura é uma rede de televisão pública brasileira sediada em São Paulo, capital do estado homônimo, pertencente ao Governo de São Paulo. Foi inaugurada, originalmente, em 20 de setembro de 1960 pelos Diários Associados e relançada em 15 de junho de 1969 pela Fundação Padre Anchieta, gerando programas educativos que são transmitidos para todo o Brasil via satélite e através de suas afiliadas e retransmissoras em diversas regiões do Brasil. É mantida pela Fundação Padre Anchieta, uma fundação sem fins lucrativos que recebe recursos públicos, através do governo do estado de São Paulo, e privados, através de propagandas, apoios culturais e doações de grandes corporações.
No dia 30 de janeiro de 2015, o instituto de pesquisa britânico Populus divulgou que a TV Cultura é o segundo canal de maior qualidade do mundo, atrás apenas da BBC One.

## História

### Diários Associados (1960-1969)
Em 1958, os Diários Associados recebem do governo a concessão do canal 2 de São Paulo. No dia 20 de setembro de 1960, entra no ar a TV Cultura, com o slogan "um verdadeiro presente de cultura para o povo" e com o logotipo C2 Cultura e uma indiazinha desenhada no centro. A implantação da emissora, para evitar interferências técnicas, fez a TV Tupi mudar do canal 3 VHF para o 4 VHF.
A TV Cultura iniciou suas operações com um estúdio de 30 m² instalado no décimo quinto andar do Edifício Guilherme Guinle, na Rua 7 de Abril, 230, que foi o mesmo estúdio onde a TV Tupi iniciou suas transmissões. Os técnicos e os atores eram da TV Tupi e, além disso, sua antena no alto do Banespa (Edifício Altino Arantes) também era a antiga antena da TV Tupi, pois já transmitia seu sinal pela Torre Assis Chateaubriand, no bairro do Sumaré. Os Diários Associados colocaram o canal 2 no ar com pouca divulgação, de forma que muitos nem souberam de seu lançamento.
No início das transmissões da TV Cultura, José Duarte Jr. era o seu diretor artístico e comercial da emissora, sendo que depois foi substituído por Mário Fanucchi. Fanucchi foi um dos primeiros "vinheteiros" do Brasil e o inventor do indiozinho da TV Tupi. Na época ainda não existia o video-tape, de forma que a programação da TV Cultura nunca foi a mesma da TV Tupi como muitos imaginam, pois na verdade tinha seus próprios estúdios e profissionais.
Entre os profissionais da TV Cultura estiveram Ney Gonçalves Dias, Fausto Rocha, Xênia Bier, Carlos Spera e Jacinto Figueira Júnior - que criou o Homem do Sapato Branco, primeiro programa popular da TV Cultura.
Em 1963, os Diários Associados formam parceria com o Governo do estado de São Paulo e com o SERTE (Serviços de Educação de Rádio e Televisão), que dariam origem a dez horas de programação educativa na emissora.
Em 28 de abril de 1965, um curto-circuito no 15º andar do Edifício Guilherme Guinle, na Rua 7 de Abril, 230, provocou um incêndio onde era o estúdio da TV Cultura dos Diários Associados. Pouco se salvou deste incêndio, onde inclusive perdeu-se a primeira câmera de TV do Brasil da Rede Tupi (câmera TK-30 de 80 quilos).
Devido ao incêndio, os programas da emissora foram provisoriamente produzidos em um estúdio da TV Tupi no Sumaré. Em 1966 a TV Cultura se instala em um bosque próximo a Freguesia do Ó, ao lado da Lagoa Santa Marina - ambos no bairro de Água Branca. Ali criaram a competição Acqua-Ringue, que era uma luta de boxe que fazia vencedor aquele que jogava o outro na água.
Com a mudança para a nova sede, mais despesas acabaram se acumulando, sendo que o incêndio de abril de 1965 foi o pivô de toda esta situação, colaborando desta forma para a venda da TV Cultura. Assis Chateaubriand decide então vender a TV Cultura para o Governo do Estado de São Paulo e também as suas novas instalações na Água Branca. 

### Transição Diários Associados-Fundação Padre Anchieta
Em setembro de 1967, o governador de São Paulo, Roberto Costa de Abreu Sodré, cria a Fundação Padre Anchieta (Centro Paulista de Rádio e TV Educativa). Esta fundação era composta por diversos profissionais, faculdades (USP, Unicamp, PUC, Mackenzie, entre outras), sociedades privadas e públicas (ABI, UBE, etc.) e com setenta centavos de cada paulista. A Fundação Padre Anchieta adquire então dos Diários Associados a TV Cultura e a Rádio Cultura.
A TV Cultura torna-se então a segunda emissora de TV educativa do Brasil (a primeira foi a TV Universitária, da Universidade Federal de Pernambuco). A Fundação Padre Anchieta procurou dar um novo nome para a emissora como: TV Escolar, TV Educativa, etc. Como a TV Cultura já tinha uma programação educativa, a Fundação manteve este nome, mesmo porque todos os funcionários da antiga emissora nesta fase de transição foram mantidos, já que seus profissionais lidavam com programas educacionais.
O governo começa então a aterrar a Lagoa Santa Marina na Água Branca, criando ruas, fábricas e prédios a sua volta. É construída então a nova sede da TV Cultura na Rua Carlos Spera, 179 (nome do jornalista da TV Cultura em sua fase nos Diários Associados e também da TV Tupi), e com saídas laterais pela Rua Cenno Sbrighi, 378 e Rua Vladimir Herzog, 74.

### Fundação Padre Anchieta (desde 1969)

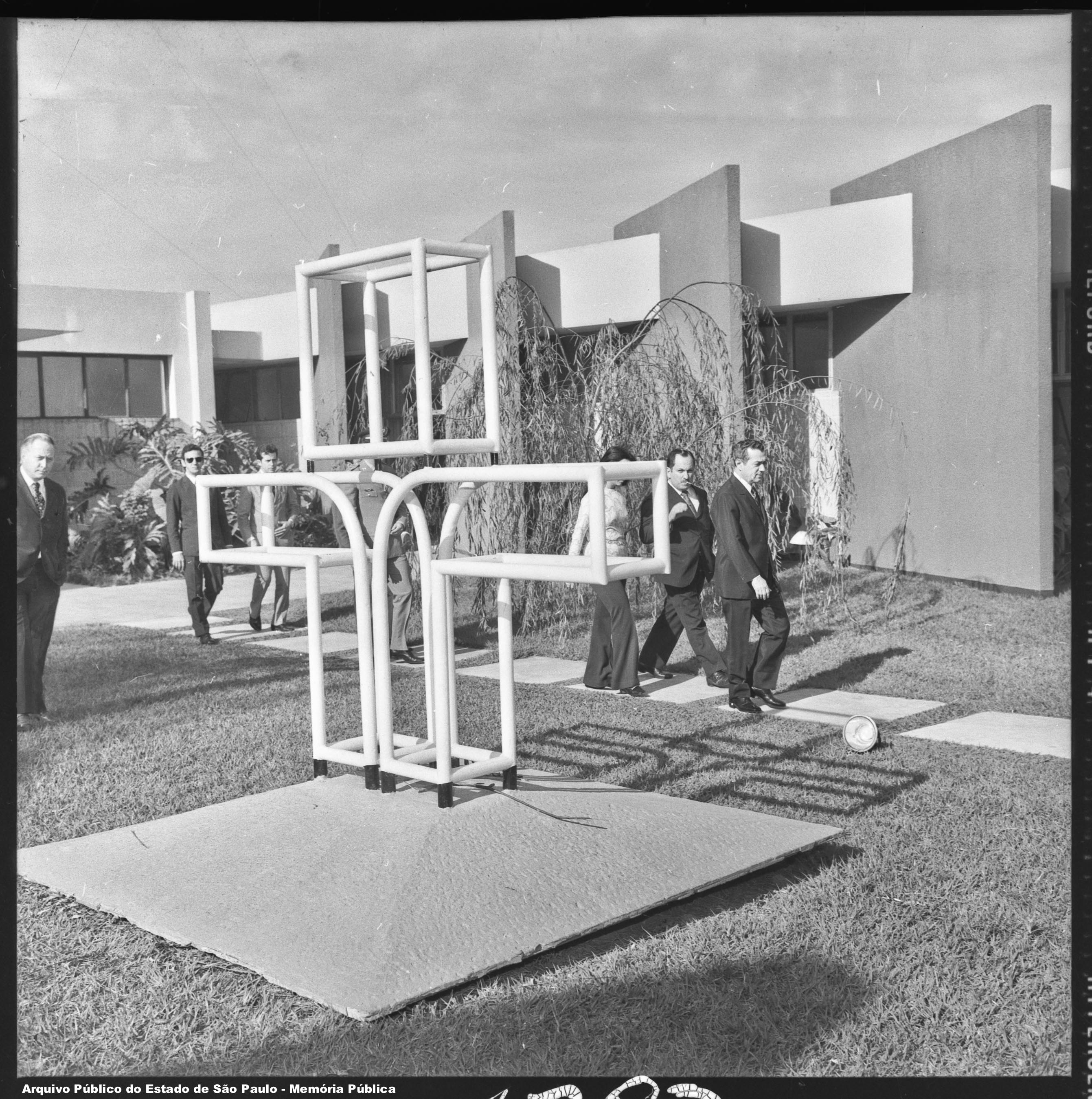
O governador Laudo Natel visitando as novas instalações da TV Cultura no distrito da Lapa, 1972.

Após quatro meses de transmissões experimentais que iniciaram no dia 4 de abril, foi reinaugurada a TV Cultura às 19h30 do dia 15 de junho, com a apresentação dos discursos do então governador, Abreu Sodré e do presidente da Fundação Padre Anchieta, José Bonifácio Coutinho Nogueira (que posteriormente veio a fundar a EPTV, rede de quatro emissoras afiliadas à Rede Globo no interior de São Paulo e no Sul de Minas Gerais). Em seguida, foi exibido um clipe mostrando o surgimento da emissora, os planos para o futuro e uma descrição dos programas que passariam a ser apresentados a partir do dia seguinte. Além disso foi exibida uma fita com o Papa Paulo VI dando bênção à TV Cultura.
O primeiro programa a ser exibido pela Cultura foi o documentário Planeta Terra, no dia 16 de junho, às 19h30, que trazia como tema terremotos, vulcões e fenômenos que ocorrem nas profundezas do planeta. Em seguida, às 19h55, foi levado ao ar um boletim meteorológico chamado A Moça do Tempo, apresentado por Albina Mosqueiro. Às 20h iniciava uma série chamada de Curso de Madureza Ginasial (onde Ruth Cardoso, ex-primeira-dama presidencial era uma das professoras que dava aula pela televisão), sendo um dos seus maiores desafios o de provar que uma aula transmitida por televisão poderia ser, ao mesmo tempo, eficiente e agradável.
Estiveram entre os primeiros programas da emissora, a peça O Feijão e o Sonho, de Orígenes Lessa; Quem Faz o Quê, sobre profissões; Sonatas de Beethoven, com o pianista Fritz Jank; e O Ator na Arena, com Ziembinski. O primeiro logotipo da TV Cultura em sua fase na Fundação Padre Anchieta foi adaptação do desenho original dos designers João Cauduro e Ludovico Martino, do escritório paulista Cauduro-Martino, o seu "bonequinho" - como apelidaram seu símbolo,[carece de fontes?] que inicialmente era acompanhado da assinatura "TV2 Cultura". O verde desde sua fundação é tido como a cor oficial da instituição.
Para cumprir a interiorização de sinais de TV contido na Portaria 725 do Ministério das Comunicações, a Telecomunicações de São Paulo (TELESP) preparou o seu sistema de transmissão de microondas para esta finalidade. Foi iniciada em 1980 a contratação para o estado de São Paulo de equipamentos para retransmissão de sinal de TV através de enlace de microondas.
Em 25 de fevereiro de 1981 foi firmado um convênio entre o Governo do estado de São Paulo e o Ministério das Comunicações, tendo como interveniente a Telesp, para a interiorização de TV da Fundação Padre Anchieta, com a Telesp fornecendo o sinal de TV em 26 localidades para a TV Cultura fazer sua distribuição.
No dia 28 de fevereiro de 1986 outro incêndio atinge a sede da TV Cultura, na cidade de São Paulo. O fogo destruiu 90% dos equipamentos da emissora, fazendo com que ela ficasse três horas fora do ar. A emissora, com equipamentos emprestados das TVs Globo, Manchete e Bandeirantes, retorna ao ar noticiando o incêndio e cobrindo todo o trabalho dos bombeiros.

Logotipo da TV Cultura entre 1992 e 2010.

Em 22 de agosto de 1992, a emissora inaugurou no bairro do Sumaré a Torre Cultura, que passava a ser usada para emitir os sinais da TV Cultura e da Cultura FM, além das demais emissoras públicas de São Paulo. A nova torre substituiu a antiga utilizada pela emissora desde a década de 1970 no Pico do Jaraguá, que passou a ser utilizada pela Rádio USP FM. Em 1993, foi formada a Rede Cultura de Televisão, via satélite para o Brasil inteiro.
A Rede Pública de Televisão, formada pela união da TVE Brasil com a TV Cultura, foi extinta no dia 2 de Dezembro de 2007, data da inauguração da TV Brasil, a TV pública do Governo Federal. Com isso, São Paulo e outros estados brasileiros passaram a transmitir apenas o sinal da TV Cultura. Depois, muitas emissoras públicas em todo o território nacional deixaram de transmitir a programação da TV Cultura para transmitirem a programação da TV Brasil, gerando o rápido encolhimento da rede em 2008.
Em março de 2012, a TV Cultura, sob a presidência de João Sayad, cedeu ao jornal Folha de S. Paulo o direito de transmitir permanentemente no horário nobre, aos domingos, o programa jornalístico TV Folha, com a proposta de "levar a credibilidade e o espírito de inovação do jornal impresso para a televisão." O programa semanal, dirigido por João Wainer, estreou em 11 de março. Tem duração de 30 minutos e apresenta reportagens e comentários da equipe do jornal. A TV Cultura não tem participação no conteúdo editorial, de responsabilidade exclusiva da Folha. A TV Cultura também convidou os jornais O Estado de S. Paulo, Valor e a revista Veja para produzir programas para a emissora. Após as transmissões, o conteúdo dos programas será disponibilizado nos sites da TV Cultura, da Folha Online e do portal UOL.
A iniciativa foi criticada por diversos profissionais da imprensa. Em editorial publicado na revista Carta Capital, intitulado "A TV Cultura não é pública, Ela é tucana", Mino Carta apontou para o caráter supostamente eleitoreiro da concessão, afirmando: "Trata-se de agradar aos mais conspícuos barões da mídia, lance valioso às vésperas das eleições municipais no estado e no País. E com senhorial arrogância, decide-se enterrar de vez o sentido da missão de uma tevê pública." No mesmo texto, Mino Carta também aponta que a medida é representativa do suposto apoio da imprensa paulista ao PSDB: "A perfeita afinação entre a mídia nativa e o tucanato está à vista, escancarada, a ponto de sugerir uma conexão ideológica entre os nossos peculiares sociais-democratas e os barões midiáticos e seus sabujos". Em artigo publicado na Folha Online, o jornalista Laurindo Lalo Leal caracterizou a iniciativa como uma opção por "privatizar mais um espaço público no Estado de São Paulo.", criticando também a inconsistência da grade de programação da TV Cultura, que seria devida a uma "instabilidade administrativa crônica" e considerando que a TV Folha "não avança na direção do aprofundamento dos temas". Em artigo publicado no Observatório da Imprensa, Luciano Martins Costa questiona o motivo pelo qual o convite para produção de conteúdo não foi estendido a todos os órgãos de imprensa operantes em São Paulo, concluindo que a medida se deve a um "certo círculo de interesses que tem como eixo a emissora educativa mantida pelo governo paulista, o que tem grande potencial para gerar controvérsias, principalmente num ano eleitoral em que se considera a possibilidade da quebra de uma hegemonia de quase duas décadas do mesmo grupo político no poder municipal e no comando do Estado." Também manifesta preocupação com a possibilidade de a TV Cultura estar se tornando um órgão de propaganda político-partidária". A atração que antecipava os assuntos semanais saiu do ar em 13 de abril de 2014 após 2 anos e 110 programas, devido a decisão do jornal Folha de S.Paulo em publicar conteúdos pela Internet e no site do mesmo".
No dia 20 de dezembro de 2013 saiu a informação no site Jornal de Limeira que a TV Cultura teve seu sinal interrompido em sinal aberto pela Prefeitura de Limeira e foi cedida a Rede Opinião, emissora afiliada ao Esporte Interativo. Na cidade, a TV Cultura era transmitida pelo canal 26 UHF desde 1979. Nas vésperas de natal o vereador Zé da Mix mobilizou os moradores da cidade de Limeira para que fosse coletadas assinaturas para que assim permanecesse o sinal da TV Cultura na cidade. No dia 24 de dezembro após coletar as assinaturas foi levado ao conhecimento sobre  o problema para o Ministério Público de Limeira que moveu ação civil pública contra a prefeitura, na esfera da Infância e Juventude, em que pede liminarmente a volta imediata do sinal da TV Cultura ao canal 26 UHF, sob pena de multa de diária de, no mínimo, R$ 250 mil. O abaixo-assinado do vereador Zé da Mix (PSD) teve cerca de 3 000 assinaturas foi juntado como prova na ação. No dia 25, a Justiça de Limeira concedeu a liminar para que o sinal fosse restabelecido e a prefeitura acatou a decisão.
No dia 18 de março de 2015, depois de mais de 20 anos em sinal analógico captado nas parabólicas, a TV Cultura deixou de ter sinal no satélite StarOne C2 analógico, passando a utilizar o StarOne C3 digital.
Em 2015, a emissora passou a enfrentar uma crise financeira, após a comissão de política salarial do Governo do Estado de São Paulo cortar 20% do orçamento repassado à Fundação Padre Anchieta, mantenedora do canal. Devido a isso, em 19 de junho, 80% do quadro de funcionários da emissora (desde cinegrafistas a operadores de áudio), incluindo as rádios da FPA, entraram em greve sob o apoio do Sindicato dos Radialistas de São Paulo, reivindicando um bônus de 50% sobre o salário-base prometido no ano passado e não depositado devido ao veto do governo. Em função da greve, a programação da emissora acabou sendo prejudicada, e programas ao vivo como o Jornal da Cultura tiveram o tempo de duração reduzido e passaram a ir ao ar de maneira precária. Em 24 de junho, os grevistas aceitam a proposta patronal e encerram a greve.
No entanto, em 15 de julho, a emissora promoveu cortes em sua folha de pagamento, com a demissão de 53 funcionários que integravam as equipes dos programas Viola, Minha Viola e Provocações, extintos devido ao falecimento dos seus apresentadores. Em razão disso, ex-artistas da emissora gravaram um vídeo intitulado "Eu Quero a Cultura Viva", protestando contra um possível desmonte gradual da grade de programação da emissora que vem ocorrendo a partir da extinção de programas nos últimos anos. Os artistas também promoveram em frente aos estúdios da emissora na Água Branca um ato no dia 10 de agosto, que convocava internautas a assinarem um abaixo-assinado, pressionando o governador de São Paulo, Geraldo Alckmin, além do presidente da FPA, Marcos Mendonça e o conselho curador.
Em 6 de setembro de 2016, a Empresa Brasil de Comunicação não autoriza o canal a exibir os Jogos Paralímpicos de Verão de 2016 por decidir que somente os canais que fazem parte da ABEPEC devem transmitir o evento, sendo a única emissora de rede a TV Brasil. Com o veto, no dia seguinte, o canal passou a fazer campanha nas redes sociais, intitulada #LiberaOSinalEBC. Com a cerimônia de abertura já em execução, o departamento de jornalismo da Cultura negociou com a Rede Globo, detentora dos direitos do evento, e conseguiu autorização, retransmitindo o sinal do International Broadcast Center (IBC).
Em 8 de setembro de 2016, os funcionários da TV Cultura iniciam estado de greve devido aos problemas financeiros do canal e os salários estagnados desde 2013. Enquanto isso, parte da programação foi substituída pela retransmissão de modalidades dos Jogos Paralímpicos, onde após acordo firmado com a TV Brasil, o canal paulista passou a usar o sinal e conteúdo produzido pela TV estatal. Por conta do impasse da greve, em 12 de setembro, o Jornal da Cultura 1ª Edição deixou de ser exibido.
A partir de 21 de setembro de 2016, a TV Cultura passou a ser considerada pela ANATEL como uma rede nacional que deve ter o sinal carregado obrigatoriamente pelas operadoras de televisão por assinatura de DTH, ao ser incluída na lista, ao lado da RCI, que tinha até o momento 14 redes consideradas como sendo nacionais. Em junho de 2020, a TV Cultura iniciou uma parceria com o UOL, disponibilizando seu conteúdo no portal.
Devido a pandemia de COVID-19, a TV Cultura exibiu pela primeira vez o Grande Prêmio do Cinema Brasileiro na TV e suas plataformas digitais: no site, canal do Youtube, Facebook e Twitter. A edição de 2021 também foi transmitida pela emissora em 28 de novembro.
Em 2024, se acirraram uma série de conflitos entre o governo do estado de São Paulo, liderado por Tarcísio de Freitas e a Fundação Padre Anchieta, mantenedora da TV Cultura, entre outras iniciativas. Em abril, o governo fez um contingenciamento de 13 milhões do orçamento, sob protestos da fundação. No mesmo mês, a base do governador protocolou uma CPI para apurar eleição para o Conselho Curador e analisar gastos da Fundação, que foi vista pela direção como um ataque político.
Os atritos seguiram por meses até que, em uma reunião em novembro, Tarcísio enfatizou que queria eficiência e que "não tem orçamento hoje" para aumentar a receita da fundação. O governador teria dito ainda que contava com a Fundação para obter recursos junto a terceiros, setor privado, Lei Rouanet e "outras coisas mais".
No mesmo período, foram relatadas demissões e a suspensão de gravação de programas, entre eles, regravações de sucessos como Mundo da Lua e outros oito programas previstos para 2024 que comemorariam os 55 anos da refundação da emissora. A oposição, especialmente frente à sugestão de busca de recursos externos, acusava Tarcísio de sucatear a empresa para privatizá-la. Os mesmos funcionários apresentaram oposição a essas medidas, argumentando que o orçamento do estado permitiria tais esforços.
As tensões da relação entre o governo e a Fundação seguiram se acirrando. Em novembro, a Fundação passou a buscar apoio para mudar a proposta de orçamento sem custeio de Tarcísio. Em dezembro, o deputado estadual bolsonarista Lucas Bove foi eleito para o conselho da Fundação Padre Anchieta, responsável por administrar a TV Cultura. O mandato é de dois anos.

## Sinal digital
| Canal virtual                                | Canal digital | Resolução de tela | Programação                         |
| -------------------------------------------- | ------------- | ----------------- | ----------------------------------- |
| 2.1                                          | 24 UHF        | 1080i             | Programação principal da TV Cultura |
| 2.2                                          | 24 UHF        | 480i Widescreen   | Univesp                             |
| 2.3                                          | 24 UHF        | 480i Widescreen   | Multicultura                        |
| Sinais correspondentes a cidade de São Paulo |               |                   |                                     |

A TV Cultura estreou seu sinal digital em São Paulo pelo canal 24 UHF, em 2 de dezembro de 2007, data do início das transmissões de TV digital no Brasil. Em 26 de agosto de 2009, tornou-se a primeira emissora de TV do país a disponibilizar a multiprogramação, com a criação dos canais Univesp TV e Multicultura, que passaram a ocupar as frequências 2.2 e 2.3 do sinal digital da emissora. A emissora também expandiu o seu sinal digital para o interior através da implantação de novas retransmissoras, além de disponibilizar seu sinal no satélite StarOne C3 em substituição ao sinal analógico, desativado em 22 de abril de 2015.
Em 13 de maio de 2015, a emissora alterou o canal virtual do seu sinal digital na Grande São Paulo, passando do 2.1 para o 6.1. Segundo a emissora, a alteração visava maior atração de audiência e telespectadores, ocupando um canal mais próximo das emissoras mais populares. Tal mudança, no entanto, foi revertida por uma portaria do MCTIC, publicada no Diário Oficial da União em 17 de março de 2017, na qual se estabeleceu que todas as emissoras devem utilizar seus canais virtuais de acordo com a numeração original do canal analógico. O ministério deu prazo de dez dias contando com a data de publicação da portaria para as emissoras efetuam a mudança. A TV Cultura voltou para o canal virtual 2.1 no dia 27 de março.

### Transição para o sinal digital
Com base no decreto federal de transição das emissoras de TV brasileiras do sinal analógico para o digital, a TV Cultura, bem como as outras emissoras da Região Metropolitana de São Paulo, cessou suas transmissões pelo canal 02 VHF em 29 de março de 2017, seguindo o cronograma oficial da ANATEL.

## Programas

### Jornalismo
No setor de jornalismo, a TV Cultura exibe o Jornal da Cultura, o talk show Roda Viva, o mais antigo programa de entrevistas da televisão brasileira, a revista eletrônica Matéria de Capa, o "eco-telejornal" Repórter Eco, pioneiro do gênero no país, e o Panorama, programa de entrevistas com especialistas em variados assuntos.
Pela bancada do Jornal da Cultura já passaram âncoras como Carlos Nascimento, Heródoto Barbeiro, Maria Cristina Poli, Joyce Ribeiro, Willian Corrêa, Ana Paula Couto e atualmente o noticiário é conduzido por Karyn Bravo. E no Roda Viva, vários convidados ilustres já foram entrevistados como Telê Santana, Ayrton Senna, Luiz Carlos Prestes, Hebe Camargo, Fidel Castro, Tom Jobim, Dias Gomes, Herbert José de Sousa, Paulo Freire, Ruth Cardoso, Caetano Veloso, Antônio Carlos Magalhães, Luiz Inácio Lula da Silva, Steve Ballmer, Dom Odilo Scherer, entre outros. Além disso, o programa já foi mediado por vários comunicadores importantes como Rodolpho Gamberini, Lilian Witte Fibe, Marília Gabriela, Paulo Markun, Heródoto Barbeiro, Mario Sergio Conti, Augusto Nunes, Ricardo Lessa, Daniela Lima e, desde janeiro de 2020, por Vera Magalhães.
Outros grandes jornalísticos da emissora foram o telejornal A Hora da Notícia (percussor do Jornal da Cultura), dirigido por Vladimir Herzog, e o talk show Vox Populi, atualmente reprisado nas madrugadas da emissora.

### Esportes
Dos programas esportivos, a TV Cultura exibiu atrações como o Cartão Verde e o Grandes Momentos do Esporte. Também passaram pela emissora diversas personalidades da narração esportiva e comentaristas como Juca Kfouri, José Trajano, Jorge Kajuru, Flávio Prado, Nivaldo Prieto, Armando Nogueira, entre outros.
As copas do mundo de 1974 e 1978 foram a primeira e a segunda Copa do Mundo que a TV Cultura exibiu. Os ícones da narração na época eram Luiz Noriega e Walter Abrahão.
Na copa de 1982, a TV Cultura exibiu os jogos em parceria com a Rede Globo. À época, a Globo ainda não possuía cobertura total na maioria dos estados, e a alternativa era fazer uma "rede de retransmissoras" ligadas à Cultura, e que eram mantidas, em sua maioria, por emissoras educativas, que cobriam boa parte das regiões onde a Globo ainda não era transmitida. Os narradores eram próprios da emissora carioca: Luciano do Valle (partida de abertura, partidas da seleção brasileira e a final, além de outros países) e Galvão Bueno (partidas dos outros países). Esse acordo só foi possível porque a emissora transmitiu em conjunto com a Rede Globo e a rede de emissoras educativas os Jogos Olímpicos de Verão de 1980, além de já ter transmitido também os Jogos Olímpicos de Verão de 1976.
Durante a década de 1990, a TV Cultura chegou a transmitir algumas edições da Liga dos Campeões da UEFA, além de transmitir o Campeonato Japonês de Futebol e o Campeonato Alemão de Futebol. Em 2005, a emissora transmitiu outras competições esportivas, como a Copa das Confederações, a Copa São Paulo de Futebol Júnior e a Copa Cultura de Juniores, organizada pela própria emissora. Aos sábados, eram exibidos jogos de voleibol. Em 2006, a emissora paulistana fez o anúncio das transmissões da Primeira Liga. Em 2009, transmite o Campeonato Italiano de Futebol.
Em 25 de janeiro de 2017, a TV Cultura exibiu juntamente com várias emissoras do país o "Jogo da Amizade" (Brasil X Colômbia), em prol da Associação Chapecoense de Futebol.
Em 2019, a TV Cultura transmitiu o Torneio Internacional de Futebol Feminino e as finais do Campeonato Paulista de Futebol Feminino de 2019, com uma equipe totalmente feminina, além de transmitir os jogos da  Superliga Masculina de Vôlei e também a Superliga Feminina de Vôlei. Em 6 de março de 2020, fechou acordo com a Liga de Basquete Feminino para transmissão dos jogos da temporada 2020. Em novembro de 2020, fecha acordo com a Novo Basquete Brasil e transmite o Novo Basquete Brasil de 2020–21. Em fevereiro de 2021, confirma a aquisição da Fórmula E. Em abril de 2021, confirmou a aquisição da Fórmula Indy.Em maio de 2021 passa a transmitir o Mercedes-Benz Challenge. Em junho de 2021, passou a exibir a Liga Nacional de Futsal. E em agosto de 2021 a Cultura passou a transmitir a Liga Europa da UEFA, após um acordo com o SBT para a transmissão da competição.

### Programação infantil
Para o público infanto-juvenil, a TV Cultura e a Rede Globo uniram-se ao Sesame Workshop para produzir a versão brasileira do norte-americano Sesame Street, chamada no Brasil de Vila Sésamo (1972 a 1977). Logo, a TV Cultura passou a ser especialista em programas infantis educativos, como Bambalalão, que foi laureado em vários anos com o prêmio APCA de Melhor Infantil; Rá-Tim-Bum, que também recebeu o Troféu APCA e a medalha de ouro no Festival de Nova York; X-Tudo; Revistinha; Castelo Rá-Tim-Bum, programa infantil de maior sucesso da TV Cultura, que rendeu shows de suas personagens, revistas, jogos e um longa-metragem: Castelo Rá-Tim-Bum, o Filme; Mundo da Lua; Catavento, que ganhou o prêmio entregue pela televisão estatal japonesa NHK e Cocoricó, programa infantil que usa bonecos como personagens, e é também é um dos maiores sucessos da emissora. O seriado internacional mais assistido pelo público infanto-juvenil foi o Quebra-Cabeça, que também usou bonecos falantes como personagens e teve famílias e amigos dos bonecos.
Nos dias de hoje, a TV Cultura exibe uma programação diversificada para o público infantil, sendo programas como Quintal da Cultura, TV Cocoricó, além das séries Que Monstro te Mordeu? (produzida em parceria com o SESI São Paulo) e Pedro & Bianca (produzida em parceria com a Secretaria da Educação do Estado de São Paulo), esta última laureada com o Emmy Internacional Kids na categoria "Melhor programa infanto-juvenil" em 2014. São partes da programação também desenhos como Ninguém Merece!, Os Grandes Cavaleiros, Arthur, Caillou, O Pequeno Urso, Os Sete Monstrinhos, Os Camundongos Aventureiros, Cyberchase, As Aventuras de Babar, As Aventuras de Tintim, Rupert, Minúsculos, Pingu, Pequeno Bosque Ilustrado, Porto Papel, Timothy Vai à Escola, Viva Pitágoras, Zoboomafoo, entre outros.
Em 21 de março de 2016, a emissora levou ao ar a animação Zupt com o Senninha, sendo a primeira TV aberta a dar espaço ao personagem Senninha. Em 2017, a TV Cultura começou a exibir Sésamo, em outubro de 2017 começou a exibir A Turma da Mônica, no mesmo mês a emissora faz diversas estreias como: O Colorido Mundo de Dalton, Mônica Toy, Ciência para Crianças, O Mundo da Gente, Regal Academy, Se Liga na Ciência e Planetorama.
Em outubro de 2023, a emissora começou a exibir Morgana e Celeste, o spin-off da série Castelo Rá-Tim-Bum, e faz diversas estreias no mesmo mês como: 44 Gatos, Passo de Tartaruga, Transformers: A Centelha da Terra e Plim Plim, um Herói do Coração.

### Carnaval
De 2004 a 2006, a TV Cultura exibia os desfiles do grupo de acesso e das campeãs do Carnaval de São Paulo, que depois foram repassados à Band. Em 2012, em uma parceria com o SBT e Rede Globo, a emissora voltou a transmitir os desfiles do acesso, além de passar a reprise do desfile das campeãs. Em 2022, voltou a transmitir o desfile das campeãs de São Paulo, repetindo o feito em 2023, 2024 e 2025, nos dois últimos passou a cobrir também os desfiles do grupo de acesso 2 e especial de bairros 1.
Em 2014, 2015, 2018 e 2019, a TV Cultura, em parceria com a TV Nova Nordeste, transmitiu o Carnaval do Recife no especial Carnaval é Cultura, transmitindo ao vivo para todo o país os shows realizados no Marco Zero da cidade. 

### Festival Folclórico de Parintins
Entre 2017 e 2019, a TV Cultura transmitiu em parceria com a TV A Crítica o Festival Folclórico de Parintins, utilizando links ao vivo do portal A Crítica Play para todo o país com total exclusividade.

## Emissoras
De 1980 a 2007, a TV Cultura tornou-se uma forte rede de televisão educativa, sendo que várias emissoras educativas de todo o país passaram a se afiliar com a rede. No ano de 1998, a TVE Brasil do Rio de Janeiro se juntou à TV Cultura e juntas elas formaram a Rede Pública de Televisão, hoje ABEPEC (Associação Brasileira das Emissoras Públicas e Educativas). Em 2007, com a criação da TV Brasil, a parceria com a TV Cultura é desfeita, porém a parceria é retomada anos mais tarde. No período de 2008 a 2011, mais da metade das afiliadas da TV Cultura a deixam pela TV Brasil, gerando um rápido encolhimento da rede.
Em 2013, com os recentes resultados obtidos pelo IBOPE, que demonstravam uma queda de audiência da RedeTV! e um crescimento de audiência da TV Cultura na média diária de audiência da Grande São Paulo (as emissoras ficaram tecnicamente empatadas no 5.º lugar), a emissora começou a buscar novas emissoras pelo Brasil nos mercados onde perdeu afiliadas para a TV Brasil nos últimos anos, promovendo uma reexpansão do seu sinal. Atualmente, a emissora está presente em 2 000 municípios e em 27 estados, seja por meio de emissoras parceiras ou retransmissoras da rede.

## Prêmios

### Prêmio Vladimir Herzog
| Ano  | Categoria                             | Obra                                                | Autor        | Resultado |        |
| ---- | ------------------------------------- | --------------------------------------------------- | ------------ | --------- | ------ |
| 2001 | Menção Honrosa por Documentário de TV | "Timor Leste - O Nascimento de uma Nação" (com STV) | Paulo Markun | Venceu    | [ 81 ] |